# Leslie Dunner
Leslie Byron Dunner (New York, 5 gennaio 1956) è un compositore, direttore d'orchestra e clarinettista statunitense.

## Biografia
Leslie nacque a New York da Lloyd Bertram Dunner e Audrey (Hemmings) Dunner. Suo padre lavorava alla Brooklyn Navy Yard e in seguito al Dipartimento di Sanità di Brooklyn, mentre sua madre era un'assistente sociale. Dunner crebbe ad Harlem e nel South Bronx sviluppando un interesse per il jazz che veniva disapprovato dai suoi insegnanti delle scuole superiori. Imparò a suonare il clarinetto ed ha anche assorbito dalla sorella maggiore la passione per la danza africana, un talento che lo portò a diventare il più giovane interprete alla Fiera Mondiale di New York del 1964. Ha frequentato la Eastman School of Music dell'Università di Rochester, dove ha conseguito la laurea nel 1978. Successivamente ha frequentato il Queens College di New York, dove ha conseguito un master nel 1979 e l'Università di Cincinnati College- Conservatorio di musica, dove è stato insignito del Ph.D. nel 1982.
Il primo incarico professionale di Dunner fu accademico. Divenne professore di musica al Carleton College di Northfield, Minnesota, nel 1982. Rimase lì fino al 1986, quando divenne il direttore ospite principale del Dance Theatre of Harlem e, nel 1987, il direttore residente alla Detroit Symphony Orchestra ( DSO). La residenza di Dunner alla Detroit Symphony durò fino al 1999 ed ha costituito la piattaforma sulla quale ha costruito la sua carriera successiva.
La reputazione di Dunner come direttore d'orchestra si basa sulla sua capacità di comunicare con il pubblico attraverso un'ampia varietà di stili musicali e attraverso la sua volontà di sperimentare con il tempo e la presentazione. È un artista sgargiante il cui stile di conduzione deve quasi di più alla danza quanto alla tradizione della musica classica più conservatrice. Mentre era con la Detroit Symphony Orchestra, prima come assistente, poi come associato e infine come direttore residente, Dunner si esibì in concerti che andavano da Pops al repertorio classico più importante. Ha anche guidato il DSO nello sviluppo dei loro programmi educativi, concerti per i giovani e programmi itineranti. Soprattutto, come ha detto Dunner al New Bay Times (Annapolis) nel 1998, è interessato a far sì che il suo pubblico percepisca la musica e la sperimenti intellettualmente.
Durante il suo periodo con la DSO, la reputazione di Dunner come direttore carismatico e popolare crebbe velocemente. Nel 1994 fu invitato a lavorare come assistente del direttore veterano Kurt Masur (1927--) con la New York Philharmonic Orchestra, unendosi a loro nel loro tour europeo del 1995. La sua collaborazione con la New York Philharmonic si concluse nel 2001. Anche negli anni '90 Dunner fu collaboratore delle Detroit Symphony Civic e Dearborn Symphony Orchestra e fece tournée in Europa, Sud America e Stati Uniti con il Dance Theatre of Harlem. Nel 1992 lavorò con il Dance Theatre di Harlem per Nelson Mandela, il leader sudafricano che era stato liberato dalla prigione due anni prima. Dunner portò anche il Dance Theatre di Harlem a festival di fama mondiale, come il Festival di Salisburgo in Austria e il Festival di Tivoli in Danimarca e diresse lo spettacolo principale della compagnia davanti a Diana, Principessa del Galles a Londra.
Nel 1998 Dunner assunse l'incarico di direttore musicale dell'Annapolis Symphony Orchestra con la promessa di ringiovanire l'orchestra con la sua fama di fiammeggiante direttore e variegata programmazione musicale. Spiegò al New Bay Times poco prima di occupare il posto che sperava di far reagire il pubblico alla musica: "Penso che l'unica promessa che posso fare a questo punto sia che le cose non saranno noiose .... Le persone devono decidere autonomamente se gli piace qualcosa o meno". Sebbene abbia iniziato la sua residenza ad Annapolis con il programma conservatore ereditato dal suo predecessore, nei cinque anni in cui ha lavorato ad Annapolis l'orchestra si è fatta una reputazione per l'accessibilità dei suoi concerti e il dinamismo delle sue esibizioni.
Nel 2003 Dunner lasciò Annapolis per trasferirsi a Chicago e assunse l'incarico di direttore musicale presso la rinomata Joffrey Ballet Company, impegnandosi a garantire che i ballerini non si esibiscano mai senza accompagnamento musicale dal vivo. Alla fine del 2003 aveva già lasciato il suo segno sull'orchestra del balletto, la Chicago Sinfonietta. Hedy Weiss, critico di danza del Chicago Sun-Times, definì la sua esecuzione di Natale del 2003 de Lo schiaccianoci "magistrale", lodando il modo in cui regolò il ritmo e il tempo "per sostenere, persino ispirare, il perfetto equilibrio dell'esecutore".
Nel 2014 il Maestro Dunner diventò direttore musicale e direttore d'orchestra della South Shore Opera Company di Chicago dopo aver diretto la loro presentazione dell'opera di William Grant Still, Troubled Island. Questa produzione fu giudicata come uno dei migliori momenti di musica classica e opera di Chicago del 2013 dal critico del Chicago Sun Times Andrew Patner. Patner definì la spettacolo "L'evento più storico dell'anno". Da quella esibizione Dunner ha guidato la compagnia in numerosi nuovi lavori, tra cui "Harriet Tubman: When I Crossed That Line To Freedom" di Nkeiru Okoye e due opere del compositore Steven M. Allen: "The Poet" e "Lyrics of Sunshine and Shadows". Dunneer fu anche il regista per la compagnia de La traviata di Verdi, I sette peccati capitali di Kurt Weill e Il telefono di Menotti. Dunner ha diretto l'opera di Michael Raphael "Marcus Garvey" con Trilogy: una compagnia d'opera di Newark, New Jersey.
Oltre ai suoi incarichi a lungo termine, Dunner si è esibito come direttore ospite con importanti orchestre in tutto il mondo. Tra questi la New York Philharmonic, le orchestre sinfoniche di San Francisco e Seattle, l'Orchestra Sinfonica di Madrid (Spagna) e la Sinfonia di Varsavia (Polonia). Dunner fa viaggi regolari in Sud Africa, dove si è esibito con le principali orchestre di quel paese. Si è anche esibito con orchestre da camera e con prestigiose compagnie di danza internazionali, tra cui l'American Ballet Theatre, il Royal Ballet al Covent Garden (Londra, Inghilterra) e il Birmingham Royal Ballet (Birmingham, Inghilterra). Dunner ha anche ricevuto numerosi premi e riconoscimenti, tra cui il premio Man of the Year di Detroit e Spirit of Detroit e le lodi dell'Associazione nazionale dei musicisti negri. È stato il primo vincitore americano del Concorso internazionale di direzione Arturo Toscanini nel 1986 e ha ricevuto il premio Distinguished Young Alumnus dall'Università di Cincinnati nel 1996. È stato inoltre insignito dalla NAACP nel 1991 con il James Weldon Johnson Award.

## Premi e riconoscimenti
- 1986 - Colorado Philharmonic Concorso Nazionale di Direzione, Denver, Primo Premio
- 1986 - Arturo Toscanini Concorso Internazionale di Direzione, Parma, Italia, Terzo Premio
- 1988 - Spirit of Detroit award
- 1998 - "Leslie Dunner Day," Annapolis, MD
- 1988 - Delta Phi Beta, Detroit, nominato Uomo dell'Anno
- 1991 - NAACP, Premio James Weldon Johnson
- 1996 - University of Cincinnati, Premio ad un Distinto giovane ex alunno